# 이상철 (1859년)
이상철(李象喆, 1883년 음력 11월 9일 ~ ?)은 대한제국과 일제강점기 초기의 관료이다. 본명은 이문섭(李文燮)이나 1902년에 개명했다.

## 생애
본관은 전주이며, 어릴 때부터 한학을 공부했다. 1896년에 판임관 6등으로 조폐 기관인 전환국 주사로 근무하는 등 대한제국 말기에 재무 관료로 일했다.
전환국에서 근무하면서 1900년에는 판임관 2등과 품계 6품으로 승진하였으며, 이듬해 판임관 1등이 되었다. 1904년에 전환국 기사가 되었다가 탁지부 인쇄국으로 이동하였다. 1905년에 정3품으로 승급하였다.
탁지부 인쇄국 사업과에서 정3품 기사로 근무하다가 1910년 한일 병합 조약 체결을 맞았다. 한일 병합으로 조선총독부 체제가 출범하면서 총독부 관리로 이동하였고, 1911년 3월에 전라북도 용담군 군수로 발탁되었다.
1914년 3월에 총독부가 대한제국 출신 군수들을 대거 정리했을 때 면직되어, 총독부 군수로는 약 3년 동안 재직했다. 퇴관 당시 종7위에 서위되어 있었으며, 용담군수로 있던 1912년에 한국병합기념장도 수여받은 바 있다.
2008년 민족문제연구소가 발표한 친일인명사전 수록예정자 명단 중 관료 부문에 포함되었다.

## 참고자료
- 이상철(李象喆) - 국사편찬위원회